# 曽原の湯温泉
曽原の湯温泉（そばらのゆおんせん）は、長野県南佐久郡佐久穂町にあった温泉。曽原鉱泉とも呼ばれた。

## 温泉街
よか楼、曽原館、橘旅館の3軒の宿があったが徐々に廃業し、2000年代に最後まで残ったよか楼も廃業した。

## アクセス
羽黒下駅から東に約1.5km
| スタブアイコン | サブスタブ | この項目は、まだ閲覧者の調べものの参照としては役立たない、長野県に関連した書きかけの項目です。この項目を加筆・訂正などしてくださる協力者を求めています（P:日本の都道府県/長野県）。 |